# Gennaro Nepoziano
Gennaro Nepoziano (in latino Ianuarius Nepotianus; fl. IV secolo) è stato uno storico romano del IV secolo.

## Biografia e opere
Si è conservato il suo compendio dell'opera di Valerio Massimo (Valerii Maximi epitome), dedicato, come chiarisce la lettera prefatoria, a un certo Vittore, che è stato identificato in Sesto Aurelio Vittore.
L'epitome di Nepoziano è abbastanza imprecisaː oltre ad interrompersi al secondo capitolo del terzo libro, è molto breve e omette molti esempi forniti da Valerio Massimo, sostituendoli con altri, in particolare con materiale aneddotico risalente a episodi derivati dalle opere di Cicerone e, quindi, di tradizione scolastica.